# Portrait de Pétrarque
Le Portrait de Pétrarque est un tableau réalisé par le peintre italien Giorgio Vasari au XVIe siècle. De format vertical, cette peinture à l'huile exécutée sur un panneau en bois est le portrait en buste de Pétrarque, aperçu de trois quarts, par son profil gauche, devant un fond noir. Couronné de laurier, le poète florentin mort en 1374 y figure tenant devant lui un livre ouvert, son recueil intitulé Canzoniere. L'œuvre est conservée au musée Fesch d'Ajaccio, dans la Corse-du-Sud, en France. Elle a été léguée à la commune par Joseph Fesch, en 1839.